# Zodarion ludibundum
Zodarion ludibundum är en spindelart som beskrevs av Simon 1914. Zodarion ludibundum ingår i släktet Zodarion och familjen Zodariidae. Inga underarter finns listade i Catalogue of Life.